# Galois-elmélet
A Galois-elmélet az absztrakt algebra egy meghatározó elmélete. Megalkotója Évariste Galois francia matematikus volt. Az elmélet kapcsolatot nyújt a testelmélet és a csoportelmélet között. Galois vívmányával a testelmélet bonyolult problémáit csoportelméleti problémákra lehet visszavezetni: ez nagy segítség, hiszen a csoportelméletet mélyebben értjük, mint a testelméletet.
Galois eredetileg polinomegyenletek gyökeinek egymással való kapcsolatát vizsgálta, ezt próbálta permutációcsoportokkal leírni. Richard Dedekind, Leopold Kronecker és Emil Artin modern felfogásban fejlesztették tovább ezt a módszert, mellyel jobban megértették a testek automorfizmusait.
A Galois-elmélet további absztrakcióját a Galois-kapcsolatok elmélete adja.

## Alapfogalmai
- Egy L|K testbővítés normális, hogy, ha f K fölötti irreducibilis polinom, akkor f vagy irreducibilis marad L fölött is, vagy elsőfokú tényezők szorzatára bomlik. Ezek pontosan a felbontási testek.
- Egy testbővítés szeparábilis, ha megkapható olyan elemmel vett bővítésként, aminek főpolinomjának nincs többszörös gyöke egy bővebb test fölött sem. Ezek az elemek szeparábilisek.

- Egy testbővítés Galois-bővítés, ha véges fokú, normális és szeparábilis. Ekvivalensen, a többszörös gyök nélküli polinomok felbontási testei Galois-bővítések.
- Egy test tökéletes, ha minden bővítése szeparábilis. A véges testek és a nulla karakterisztikájú testek mind tökéletes testek.

- Egy L|K testbővítés relatív automorfizmusai L-nek azok az automorfizmusai, amik fixen hagyják K-t. Ezek az automorfizmusok csoportot alkotnak; ezt a csoportot a továbbiakban Gal(L|K) jelöli.
- Relatív automorfizmusok egy H csoportja által fixen hagyott testet Fix(H)-val jelöljük.

## Alaptétele
Rögzítsük az L|K Galois-bővítést, és legyen egy közbülső test M!
Ekkor:
1. az M→Gal(L|M) és a H→Fix(H) leképezések egymás inverzei, és kölcsönösen egyértelmű megfeleltetést adnak
2. Ha M1 és M2 közbülső testek, amikre M1⊆M2, akkor Gal(L|M1)≥Gal(L|M2)
3. Hasonlóan, ha H1 és H2 közbülső testekhez tartozó Galois-csoportok, amikre H1≤H2 akkor Fix(H1)≥Fix(H2)
4. Összefoglalva, ezek a megfeleltetések duális hálóizomorfizmusok
5. |Gal(L|M)|=|L:M|, |L:Fix(H)|=|H|, vagyis ezek a leképezések megtartják a bővítés indexét
6. Ha α∈Gal(L|K), és M közbülső test, akkor α(M) is közbülső test, és Gal(L|α(M))=αGal(L|M)α-1
7. Az M|K testbővítés akkor és csak akkor normális, ha Gal(M|K) normális részcsoport Gal(L|M)-ben. Ekkor Gal(M|K) izomorf Gal(L|K)/Gal(L|M)-mel.

## Alkalmazásai
A Galois-elmélet legfontosabb alkalmazásai a geometriai szerkeszthetőség elmélete és a polinomok gyökképlettel való megoldhatóságának vizsgálata. Innen adódik, hogy egy polinom akkor és csak akkor oldható meg gyökjelekkel, ha a polinom bővítési testének Galois-csoportja feloldható. Ebből következik, hogy négynél magasabb fokú polinomokra nincs közös gyökképlet.